# Astragalus filifoliolatus
Astragalus filifoliolatus es una especie de planta del género Astragalus, de la familia de las leguminosas, orden Fabales.

## Distribución
Astragalus filifoliolatus se distribuye por Irán.

## Taxonomía
Fue descrita científicamente por Maassoumi. Fue publicada en Gen. Astragalus Iran 5: 411 (2005).